# Domagović
Domagović is een plaats in de gemeente Jastrebarsko in de Kroatische provincie Zagreb. De plaats telt 502 inwoners (2001).